# Ian McGuire
Ian McGuire (geboren 1964) ist ein britischer Schriftsteller und Literaturwissenschaftler.

## Biographie
McGuire wuchs in der nordenglischen Hafenstadt Hull auf, studierte Literaturwissenschaft an der University of Sussex (MA) und promovierte an der University of Virginia (PhD 1996). Seit 1996 lehrt er amerikanische Literatur und kreatives Schreiben an der University of Manchester. Er ist spezialisiert auf die amerikanische Literatur des 19. Jahrhunderts und hat unter anderem Arbeiten zu Walt Whitman und Herman Melville verfasst, sein besonderes Interesse gilt indes der Literatur des Realismus. 2015 legte er eine Biographie Richard Fords vor, also zu einem der bedeutendsten amerikanischen Schriftsteller der Gegenwart (den MacGuire indes als fest verankert in der realistischen Tradition von William Dean Howells liest). 
Einem größeren Publikum ist er als Romancier bekannt. Sein Erstling, der Campus-Roman Incredible Bodies, wurde von den Kritikern zumeist wohlwollend aufgenommen und auch ins Deutsche übersetzt. Der Nachfolger The North Water, ein an Cormac McCarthy und Herman Melville geschulter Abenteuer-, Historien- und zugleich Kriminalroman über eine Walfangexpedition in die kanadische Arktis, war 2016 für den Man Booker Prize nominiert (Longlist) und die New York Times kürte ihn zu einem der zehn besten Bücher des Jahres; 2018 wurde er unter dem Titel Nordwasser auf Deutsch verlegt. 2021 erschien die Verfilmung von The North Water als 5-teilige Fernsehserie.

## Auszeichnungen
- 2017: Encore Award für The North Water

## Werke

### Belletristik
Romane  
- 2006 Incredible Bodies
  - Klugscheißer, dt. von Andreas Jäger. Goldmann, München 2007, ISBN  978-3-442-46120-2
- 2016 The North Water
  - Nordwasser, dt. von Joachim Körber. Mare, Hamburg 2018, ISBN 978-3-86648-267-8
- 2020 The Abstainer
  - Der Abstinent, dt. von Jan Schönherr. dtv, München 2021, ISBN 978-3-423-28272-7

 Kurzgeschichten (Auswahl) 
- The Red Monk. In: The Paris Review 158, Frühling/Sommer 2001, S. 85–117